# NGC 5975
NGC 5975 (również PGC 55739 lub UGC 9963) – galaktyka spiralna (Sbc), znajdująca się w gwiazdozbiorze Węża. Odkrył ją Édouard Jean-Marie Stephan 19 czerwca 1882 roku. Jest zaliczana do radiogalaktyk.